# Elezione papale del 1144
L'elezione papale del 1144 venne convocata a seguito della morte di papa Celestino II e si concluse con l'elevazione alla Cattedra di Pietro di papa Lucio II.

## Svolgimento
L'elezione, iniziata il 9 marzo 1144, subito dopo la morte di Celestino II, si concluse appena due giorni dopo, se non addirittura il giorno successivo. Venne eletto Gerardo Caccianemici dell'Orso, dei Canonici Regolari di S. Maria di Reno (monastero di Lucca), cardinale di S. Croce in Gerusalemme e cancelliere del defunto papa. L'eletto prese il nome pontificale di Lucio II.
 
Quarantadue cardinali presero parte a questa elezione: sei cardinali vescovi, ventuno cardinali preti e quindici cardinali diaconi.

## Cardinali presenti
| Nome                                     | Paese                   | Titolo                                                          | Ruolo | Nascita  | Concistoro |
| ---------------------------------------- | ----------------------- | --------------------------------------------------------------- | --- | -------- | ---------- |
| Corrado della Suburra, Can. Reg. Lat.    | Stato Pontificio        | Cardinale vescovo di Sabina; Decano del collegio cardinalizio   | Vicario di Roma; eletto papa Anastasio IV nel 1153                                                                                           | 1073     | 1113       |
| Theodwin                                 | Sacro Romano Impero     | Cardinale vescovo di Porto                                      | Abate emerito di Gorze; Legato pontificio in Germania                                                                                        | 1080 ca. | 12/1134    |
| Albéric de Beauvais, O.S.B. Clun.        | Regno di Francia        | Cardinale vescovo di Ostia                                      | Legato pontificio in Siria | 1080 ca. | 12/1138    |
| Etienne de Châlons, O. Cist.             | Regno di Francia        | Cardinale vescovo di Palestrina                                 | | 1100 ca. | 12/1138    |
| Pietro Papareschi                        | Stato Pontificio        | Cardinale vescovo di Albano                                     | |          | 1142       |
| Imaro di Frascati, O.S.B. Clun.          | Regno di Francia        | Cardinale vescovo di Tuscolo                                    | Abate generale di Charite-sur-Loire |          | 1142       |
| Gerardo Caccianemici dell'Orso, Can.Reg. | Comune di Bologna       | Cardinale presbitero di Santa Croce in Gerusalemme, eletto papa | Bibliotecario Apostolico; Cancelliere di Santa Romana Chiesa                                                                                 | 1085 ca. | 12/1122    |
| Gregorio                                 | Stato Pontificio        | Cardinale presbitero di Santa Maria in Trastevere               | |          | 12/1138    |
| Guido Bellagi, Can. Reg.                 | Repubblica di Firenze   | Cardinale presbitero di San Crisogono                           | Legato pontificio nel Regno d'Aragona |          | 12/1138    |
| Raniero                                  | Stato Pontificio        | Cardinale presbitero dei Santi Prisca e Aquila                  | |          | 12/1138    |
| Goizzone                                 |                         | Cardinale presbitero di Santa Cecilia                           | Legato Pontificio nella Repubblica di Venezia                                                                                                |          | 12/1138    |
| Tommaso, Can. Reg.                       | Libero comune di Milano | Cardinale presbitero di San Vitale                              | |          | 12/1140    |
| Gilberto                                 |                         | Cardinale presbitero di San Marco                               | |          | 12/1141    |
| Guido Summano                            | Repubblica di Pisa      | Cardinale presbitero di San Lorenzo in Damaso                   | Legato pontificio in Lombardia |          | 12/1140    |
| Niccolò                                  |                         | Cardinale presbitero di San Ciriaco alle Terme Diocleziane      | |          | 12/1140    |
| Rodolfo                                  |                         | Cardinale diacono di Santa Lucia in Septisolio                  | |          | 12/1141    |
| Pietro, Can. Reg.                        |                         | Cardinale presbitero di Santa Pudenziana                        | Arciprete della Basilica Vaticana |          | 12/1140    |
| Rainerio                                 | Stato Pontificio        | Cardinale presbitero di Santo Stefano in Monte Celio            | |          | 17/12/1143 |
| Robert Pullen                            | Regno d'Inghilterra     | Cardinale presbitero dei Santi Silvestro e Martino ai Monti     | Cancelliere di Santa Romana Chiesa | 1080     | 1142       |
| Gregorio                                 | Stato Pontificio        | Cardinale diacono di Sant'Angelo in Pescheria                   | |          | 17/12/1143 |
| Pietro della Gherardesca                 | Repubblica di Pisa      | cardinale presbitero di Santa Susanna                           | Canonista e Teologo, Segretario Papale emerito; Auditore del Sacro Palazzo                                                                   |          | 1112       |
| Manfredi                                 | Stato Pontificio        | Cardinale presbitero di Santa Sabina                            | |          | 17/12/1143 |
| Gregorio Tarquini                        | Stato Pontificio        | Cardinale diacono dei Santi Sergio e Bacco                      | Cardinale protodiacono |          | 17/12/1122 |
| Pietro                                   | Stato Pontificio        | Cardinale diacono di Santa Maria in Portico                     | |          | 12/1140    |
| Ubaldo Allucingoli, O. Cist.             | Repubblica di Lucca     | Cardinale presbitero di Santa Prassede                          | Legato Pontificio in Lombardia; Canonico del Capitolo della Cattedrale di Lucca; eletto papa con il nome di Lucio III nel conclave del 1181. | 1097     | 23/02/1141 |
| Giovanni Paparoni                        | Stato Pontificio        | Cardinale diacono di Sant'Adriano al Foro                       | Abate di Farfa |          | 1130       |
| Ugo Misini, Can Reg. S. Maria di Reno    | Comune di Bologna       | Cardinale diacono di Santa Lucia in Silice                      | |          | 01/02/1144 |
| Pietro                                   | Stato Pontificio        | Cardinale diacono di Santa Maria in Aquiro                      | |          | 12/1140    |
| Giacinto Bobone-Orsini                   | Stato Pontificio        | Cardinale diacono di Santa Maria in Cosmedin                    | Priore suddiacono del Sacro Palazzo; eletto papa con il nome di Celestino III nel conclave del 1191                                          | 1106     | 01/02/1144 |
| Giovanni, Can Reg. San Frediano          |                         | Cardinale diacono di Santa Maria Nuova                          | |          | 17/12/1143 |
| Oddone Fattiboni                         | Stato Pontificio        | Cardinale diacono di San Giorgio al Velabro                     | |          | 1130       |
| Astaldo degli Astalli                    | Stato Pontificio        | Cardinale diacono di Sant'Eustachio                             | |          | 17/12/1143 |
| Gerardo                                  |                         | Cardinale diacono di Santa Maria in Domnica                     | |          | 1134       |
| Guido da Vico                            | Repubblica di Pisa      | Cardinale diacono dei Santi Cosma e Damiano                     | | 1070 ca. | 1130       |
| Ariberto                                 |                         | Cardinale presbitero di Sant'Anastasia                          | |          | 17/12/1143 |

### Assenti in conclave
| Nome                              | Paese            | Titolo                                              | Ruolo                                                                                 | Nascita  | Concistoro |
| --------------------------------- | ---------------- | --------------------------------------------------- | ------------------------------------------------------------------------------------- | -------- | ---------- |
| Rainaldo di Collemezzo            | Regno di Sicilia | Cardinale presbitero dei Santi Marcellino e Pietro  | Abate di Montecassino                                                                 | 1110 ca. | 12/1140    |
| Guido di Castro Ficelo            | Stato Pontificio | Cardinale diacono                                   | Minister altaris della Patriarcale Basilica Lateranense; Legato pontificio in Moravia |          | 12/1140    |
| Adinolfo                          | Stato Pontificio | Cardinale diacono di Santa Maria in Cosmedin        | Abate di Farfa                                                                        |          | 1130       |
| Ottaviano dei Crescenzi Ottaviani | Stato Pontificio | Cardinale diacono di San Nicola in Carcere Tulliano | futuro antipapa Vittore IV                                                            | 1095     | 1138       |

## Cardinali assenti
- Rainaldo di Collemezzo
- Adinolfo, cardinale diacono di S. Maria in Cosmedin
- Ottaviano de' Monticelli

## Lista degli assenti
- Guido Moricotti